# Mickaël Damian
Pour les articles homonymes, voir Damian.
Mickaël Damian (né le 9 novembre 1969 à Bordeaux) est un athlète français, spécialiste du 1 500 mètres.

## Biographie
Il remporte quatre titres de champion de France du 1 500 mètres, un en plein air en 1996, et trois en salle en 1993, 1994 et 1999.
Il participe aux Jeux olympiques de 1996, à Atlanta, où il atteint les demi-finales du 800 m.
Son record personnel sur 1 500 m est de 3 min 34 s 52 (1996 à Paris) et sur le 3 000 m de 8 min 0 s 50 (2002 à la Roche-sur-Yon).

### Palmarès
- Championnats de France d'athlétisme :
  - vainqueur du 1 500 m en 1996
- Championnats de France d'athlétisme en salle :
  - vainqueur du 1 500 m en 1993, 1994 et 1999

### Records
| Épreuve | Performance   | Lieu  | Date         |
| ------- | ------------- | ----- | ------------ |
| 1 500 m | 3 min 34 s 52 | Paris | 28 juin 1996 |